# 아오모리 대공습

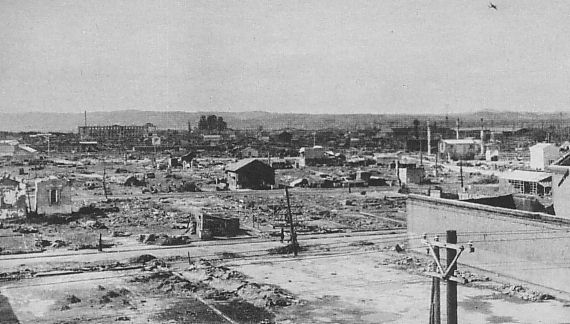
1945년 공습 이후 평탄화된 아오모리시

제2차 세계 대전 기간의 아오모리 폭격은 아오모리 대공습(일본어: 青森大空襲 아오모리다이구슈[*])이라 부르며 제2차 세계 대전 기간 중 일본 전역 수행 기간이었던 1945년 7월 28일-29일 사이 있었던 미국 공군의 일본 아오모리현 아오모리시 전략폭격 작전이다.

## 배경
아오모리시는 군사적으로 중요한 곳은 아니였으며 인구도 그렇게 많지 않은 소도시였으나 아오모리 현의 중심지이자 주요 교통 요충지였다. 아오모리역은 도호쿠 본선과 오우 본선의 북쪽 종착역이었으며, 아오모리항은 혼슈에서 홋카이도를 잇는 세이칸 페리의 기착지였다. 또한 항공기 날개와 착륙장치를 제조하는 도요 세이칸 공장이 있는, 군수공장이 있는 곳이기도 했다.
1945년 7월 14일에서 15일 사이에는 미국 해군의 함재기 공습으로 세이칸 연락선 8척 침몰, 2척 대파, 2척 항행불능 등 12척이 피해를 입고 352명이 사망했다. 이 공습에 위기감을 느낀 많은 아오모리 시민들이 교외 산지나 전원지대로 대피했지만 아오모리시에서는 시민들이 공습을 두려워해 대피하면 공습 상황에서 시민들의 소화 활동이 멈추거나 전의가 낮아질 것을 우려했다. 결국 7월 18일 아오모리현지사인 가나이 모토히코는 "집을 비우고 도망치거나 산중에 오두막을 짓고 나오지 않는 사람들이 있는데 방공법에 따라 처벌받을 수 있으므로 단호한 조치를 취한다"고 신문을 통해 강하게 경고했다. 아오모리시도 이 명령을 따라 온 가족이 대피해 집이 방치된 상태일 경우 7월 28일까지 돌아가지 않으면 식량과 물자 배급을 중단하겠다고 신문을 통해 발표했다. 이 때문에 배급을 중단할 경우 생존에 큰 문제가 생기는 수많은 시민들이 아오모리 시내로 대피해야 했다.

## 공습
1945년 7월 27일 밤, 보잉 B-29 슈퍼포트리스 두 기가 아오모리 시에 전단지 6만장을 뿌렸다. 폭격기가 폭탄을 떨어뜨리는 그림이 있는 이 전단지에는 곧 폭격할 (아오모리를 포함한) 11개 도시를 나열하고 적어도 5-6개 도시가 파괴될 것이며 시민들에게 이 전단지에 써져 있는 도시에서 떠날 것을 촉구하는 내용이 쓰여 있었다. 다른 도시와 마찬가지로 일본 정부는 이를 읽지 않고 경찰에게 신고해야 하며, 이를 어길 경우에는 징역 3월이나 벌금 10엔을 내야한다고 말했다. 전단지에 쓰여 있는 내용에 대해 말할 경우 무기한 구금될 수 있으며 일본 헌병이나 지역 도나리구미의 조사를 받을 수 있다고 말했다.
1945년 7월 28일에서 29일 밤 사이, 미국 공군 제58폭격편대는 이오섬에서 출발하여 센다이, 오가반도를 거쳐 아지가사와정 쪽으로 아오모리 시로 다가왔다. 현지 시각 21시 15분에는 아오모리현 지구에 경계경보가 발령되었다. 이로부터 얼마 지나지 않은 10시 10분에는 공습경보가 발령되었다. 항공기 한 기가 기기 이상으로 철수했으나, 나머지 63기는 오후 10시 10분 아오모리 시에 도착하여 37분경 고도 5000피트에서 E-48 500파운드 폭탄 소이탄 폭격을 시작했다. 이 폭격은 오후 11시 10분까지 계속되었다. 이 폭격편대는 신형 M74 소이탄 83,000개를 투하하여 거의 목제 건물로 이뤄진 도시를 파괴했다. 화염폭풍이 일어나 도시 대부분이 파괴되었다.
7월 29일의 공습으로 민간인이 대략 1,767명 사망하고 이재민이 70,166명, 가옥 18,045채가 파괴된 것으로 추산된다. 시민과 민방위에서 화재를 진압하러 노력했으나 네이팜탄 화재를 전통적인 화재 진압법인 물로 진압하러 시도하여 사망자 및 파괴 규모가 더욱 커졌다. 전쟁이 끝난 다음해인 1946년 미국 육군 항공대가 발간한 미국 전략폭격 조망서에서는 폭격으로 도시 88%가 파괴되었다고 추산하고 있다. 하지만 목표 중 하나였던 도요 세이칸 공장의 파괴에는 실패했다.
발진했던 B-29 폭격기들은 손실 없이 티니언섬 또는 마리아나 제도로 착륙했다.

## 같이 보기
- 제2차 세계 대전 기간의 전략폭격

## 서지
- Kenneth P. Werrell (1996년). 《Blankets of Fire》. Smithsonian Institution Press. ISBN 1-56098-665-4.
- F. J. Bradley (1999년). 《No Strategic Targets Left. Contribution of Major Fire Raids Toward Ending WWII》. Turner Publishing. ISBN 1-56311-483-6.
- Kit C. Carter (1975년). 《The Army Air Forces in World War II: Combat Chronology, 1941-1945》. DIANE Publishing. ISBN 1-4289-1543-5.
- Conrad C. Crane (1994년). 《The Cigar that brought the Fire Wind: Curtis LeMay and the Strategic Bombing of Japan》. JGSDF-U.S. Army Military History Exchange. ASIN B0006PGEIQ.
- Richard B. Frank (2001년). 《Downfall: The End of the Imperial Japanese Empire》. Penguin. ISBN 0-14-100146-1.
- A. C. Grayling (2007년). 《Among the Dead Cities: The History and Moral Legacy of the WWII Bombing of Civilians in Germany and Japan》. Walker Publishing Company Inc. ISBN 0-8027-1565-6.
- Edwin P. Hoyt (2000년). 《Inferno: The Fire Bombing of Japan, March 9 – August 15, 1945》. Madison Books. ISBN 1-56833-149-5.
- Donald H. Shannon (1976년). 《United States air strategy and doctrine as employed in the strategic bombing of Japan》. U.S. Air University, Air War College. ASIN B0006WCQ86.
- Dennis Wainstock (1996년). 《The Decision to Drop the Atomic Bomb》. Greenwood Publishing Group. ISBN 0-275-95475-7.
- 青森空襲を記録する会 (1995년). 《青森大空襲の記録 次代への証言 写真集》 (일본어). ISBN 4873730473.